# David Ramírez (actor)
David Ramírez López (Bogotá, 24 de octubre de 1963) es un actor colombiano de cine, teatro y televisión, reconocido principalmente por haber interpretado el papel de Wilson Sastoque, el portero, en la popular telenovela Yo soy Betty, la fea y en su secuela, Ecomoda. También figuró en otras producciones colombianas como Los Reyes, Código de pasión y Me llaman Lolita.

## Carrera
Ramírez inició su carrera como extra en el popular programa humorístico Sábados felices y de la telenovela Café, con aroma de mujer, antes de tener sus primeras experiencias como actor de televisión en producciones como Las aguas mansas, María Bonita, Fuego verde y Sobrevivir, a mediados de la década de 1990. Obtuvo el reconocimiento nacional en 1999 al interpretar el papel de Wilson, un entrometido portero, en la telenovela de Fernando Gaitán Yo soy Betty, la fea y en su secuela, Ecomoda.
A partir de entonces se convirtió en un actor habitual en la televisión y el cine colombianos, figurando en producciones destacadas como Los Reyes, Pasión de gavilanes, El Zorro: la espada y la rosa, La reina del sur, Las muñecas de la mafia, La viuda negra y La esquina del diablo.

## Filmografía

### Televisión
- Las aguas mansas (1994)
- María Bonita (1995)
- Fuego verde (1996)
- Sobrevivir (1997)
- Código de pasión (1998)
- Me llaman Lolita (1999)
- Yo soy Betty, la fea (1999-2001) — Wilson Sastoque
- Ecomoda (2001) — Wilson Sastoque
- El inútil (2001)
- Ángel (2002) — Chef
- Pasión de gavilanes (2003) — Jiménez
- Los Reyes (2005) — Henry Wilson Sastoque
- Zorro, la espada y la rosa (2007) — Macario
- Hasta que la plata nos separe  (2007) - Funcionario de la Fiscalía
- Los simuladores (2009)
- Tu voz estéreo (2011)
- La reina del sur (2011)
- La esquina del diablo (2015)
- La viuda negra 2 (2016)
- Narcos (2017) — Santos
- Un bandido honrado (2019)
- Las muñecas de la mafia 2 (2019)

## Cine
- La toma de la embajada (2000)
- Los actores del conflicto (2008) — Escort
- This is Colombia HPTA! (2023)